# Männer ohne Nerven (Fernsehserie, 1975)
Männer ohne Nerven war eine Comedyserie in 74 Teilen, die stumme Kurzfilmkomödien der 1910er- und 1920er-Jahre mit neuen deutschsprachigen Kommentaren und Dialogen präsentierte. Sie wurde vom 7. März 1975 bis zum 27. April 1979 im Vorabendprogramm des ZDF ausgestrahlt.
Hauptdarsteller waren unter anderem Larry Semon, Charley Chase, Billy Bevan, Max Davidson, Snub Pollard, Billy West, Bobby Vernon, Jack Duffy, Jimmie Adams, Neal Burns, Oliver Hardy und Stan Laurel (jeweils in Solofilmen). Die Kommentare wurden im Voice-over-Verfahren abwechselnd von Hans Jürgen Diedrich oder Hanns Dieter Hüsch gesprochen.
Für die Serie zeichneten Heinz Caloué und Gert Mechoff verantwortlich. Die Titelmusik wurde von Quirin Amper Jr. und Fred Strittmatter komponiert. Die musikalische Aufbereitung erfolgte durch Jiří Kanzelsberger.
Anfangs wurde „Männer ohne Nerven“ zusammen mit Zwei Herren dick und doof, ab 1976 auch mit kurzen Folgen von Väter der Klamotte und ab 1979 mit Meisterszenen jeweils um 18.40 Uhr gezeigt. Ab 1981 folgten Wiederholungen um 18.20 Uhr zusammen mit Meisterszenen der Klamotte. Anfang der 1980er-Jahre wurden einige Kurzfilme in neuer Bearbeitung innerhalb der Serie „Meisterszenen der Klamotte“ und Mitte der 1980er-Jahre als neue Folgen der „Väter der Klamotte“ nochmals gezeigt.
Der Vorspann bestand aus vielen zusammengeschnittenen Slapstickszenen, zwischen denen die Schrifttafeln „Drama“, „Liebe“ und „Wahnsinn“ eingeblendet wurden. In den Szenen wurde unter anderem geschossen, ein Mann fiel in eine volle Badewanne, ein Auto durchbrach Zäune, Buster Keaton lief im Schaufelrad eines Dampfers und ein Motorradfahrer fuhr durch eine Hauswand. Die Szenen entstammten unter anderem den Kurzfilmen The Sky Pirate (1914), Racing Mad (1928), Horseshoes (1923), Super-Hooper-Dyne Lizzies (1925), My Wife's Relations (1922), Convict 13 (1920), The Jolly Jilter (1927), The Waiters' Ball (1916), Daydreams (1922) und A Clever Dummy (1917). Der Abspann war Al St. John, besser bekannt als „Fuzzy“, vorbehalten, der als Rennunfallfahrer den Zuschauern Kusshändchen zuwarf (ebenfalls aus Racing Mad).